# Nathalie Gassel
Nathalie Gassel (Bruxelas, 19 de junho de 1964) entusiasta do fitness é uma escritora e fotógrafa Bélgica. 

## Vida
Nascida em Bruxelas, ela também é conhecida como esportista de Muay Thai. Ela contribuiu para o trabalho de 1999 intitulado Retratando a Amazônia Moderna, que foi publicado pelo New Museum of Contemporary Art de Nova York. Ela fez várias aparições públicas ao longo dos anos e seus escritos foram publicados pela University of Brussels Review. A escrita de Nathalie Gassel expõe sua vida como atleta e detalha seu físico musculoso e é expressa em Eros Andrógino e Musculaturas. Essas duas obras celebram as maravilhas de seu corpo forte e o poder que ela exerce. Seus escritos recentes e decisivos em Os anos de insignificância investigam as adversidades de sua infância dilacerada e conturbada e continuam a afirmar sua força e personalidade radical. A publicação fotográfica Récit Plastique de Gassel confirma este universo singular e envolvente através dos olhos de uma lente de câmera.

## Obras

### Livros
- «Eros androgyne. Ed. L'Acanthe, 2000; republicação Le Cercle, Paris, 2001» (em francês), prefácio de Pierre Bourgeade. (Tradução em Eslovénia e Roménia)
- «Musculature, Ed. Le Cercle, Paris, 2001, Le Cercle poche, 2005» (em francês), prefácio de Sarane Alexandrian . (Tradução em Italiano)
- Stratégie d'une passion, Ed. Luce Wilquin, 2004
- «Construction d'un corps pornographique. Ed. Cercle d'Art, Paris, 2005» (em francês)
- Des années d'insignifiance, Ed. Luce Wilquin, 2006
- «Récit plastique, textos e fotografias, Ed. Le Somnambule Equivoque, 2008» (em francês)
- Abattement, Ed. Maelstrom, Bruxelles, 2009
- Ardeur et vacuité, Ed. Le somnambule Equivoque, 2011

### Revistas e coletivos
- Picturing the modern amazon Newmuseumbooks, Rizzoli International Publications, New York. 1999.
- Le Labyrinthe des apparences Ed. Complexe. 2000. Universidade de Bruxelas.
- Je t’aime. Question d’époque Ed. Complexe. 2002. Universidade de Bruxelas.
- Argent, valeurs et valeur Ed. Complexe. 2004. Universidade de Bruxelas.
- L'obscénité des sentiments, Ed. Le Cercle d'Art & Universidade de Bruxelas, 2005.
- Théorie et pratique de la création, Les Cahiers internationaux du symbolisme. 2005
- La visite est terminée, photographie et texte, Ed. La Trame, Bruxelles, 2006
- Marginales, n° 262, Sous les clichés la rage, photographie, 2006 Ed. Luce Wilquin, Belgique
- Action Poétique, n° 185 , Belges et Belges, septembre 2006, Paris.
- Mode, photographie et texte, ed. Le Cercle d'art & Universidade de Bruxelas, Paris, 2008